# Giovani Henrique Amorim da Silva
Giovani Henrique Amorim da Silva   (Itaquaquecetuba, 1 de gener de 2004), conegut professionalment com Giovani, és un futbolista brasiler que actua en la posició de davanter al Palmeiras.

## Carrera esportiva
Nascut a Itaquaquecetuba, a la Regió Metropolitana de São Paulo, Giovani va ser incorporat a les categories de base del Palmeiras el 2014, amb deu anys. Al setembre de 2020, amb 16 anys, va ser inclòs en la llista de 50 jugadors a la plantilla principal en la Copa Libertadores, en què el club va guanyar el títol.
Giovani va debutar amb l'equip principal el 3 de març de 2021, entrant com a substitut de Gustavo Scarpa a l'empat de 2-2 contra el Corinthians, partit corresponent al Campionat paulista. L’1 de juny, va renovar el seu contracte fins al 2024.
Giovani va debutar a la lliga brasilera el 30 de novembre de 2021, com a titular i marcant el segon gol del seu equip en una victòria de 3-1 contra el Cuiabá, disputat a l'Arena Pantanal.
El 28 d'abril de 2023, va ser convocat per Ramon Menezes per representar la selecció brasilera sub-20 a la Copa del món sub-20 de la FIFA.

## Palmarès
- 2 Campionats Paulistes: 2022 i 2023
- 2 Copes Libertadores: 2020 i 2021
- 1 Recopa Sud-americana: 2022
- 1 Campionat brasiler: 2022
- 1 Supercopa brasilera: 2023